# Superficie di Venere
La superficie di Venere è, rispetto a quella della Terra e di Marte, generalmente pianeggiante in quanto solo il 10% della superficie si estende oltre i 10 km d'altezza, contro i 20 chilometri che separano invece i fondi oceanici terrestri dalle montagne più alte.

## Topografia e composizione

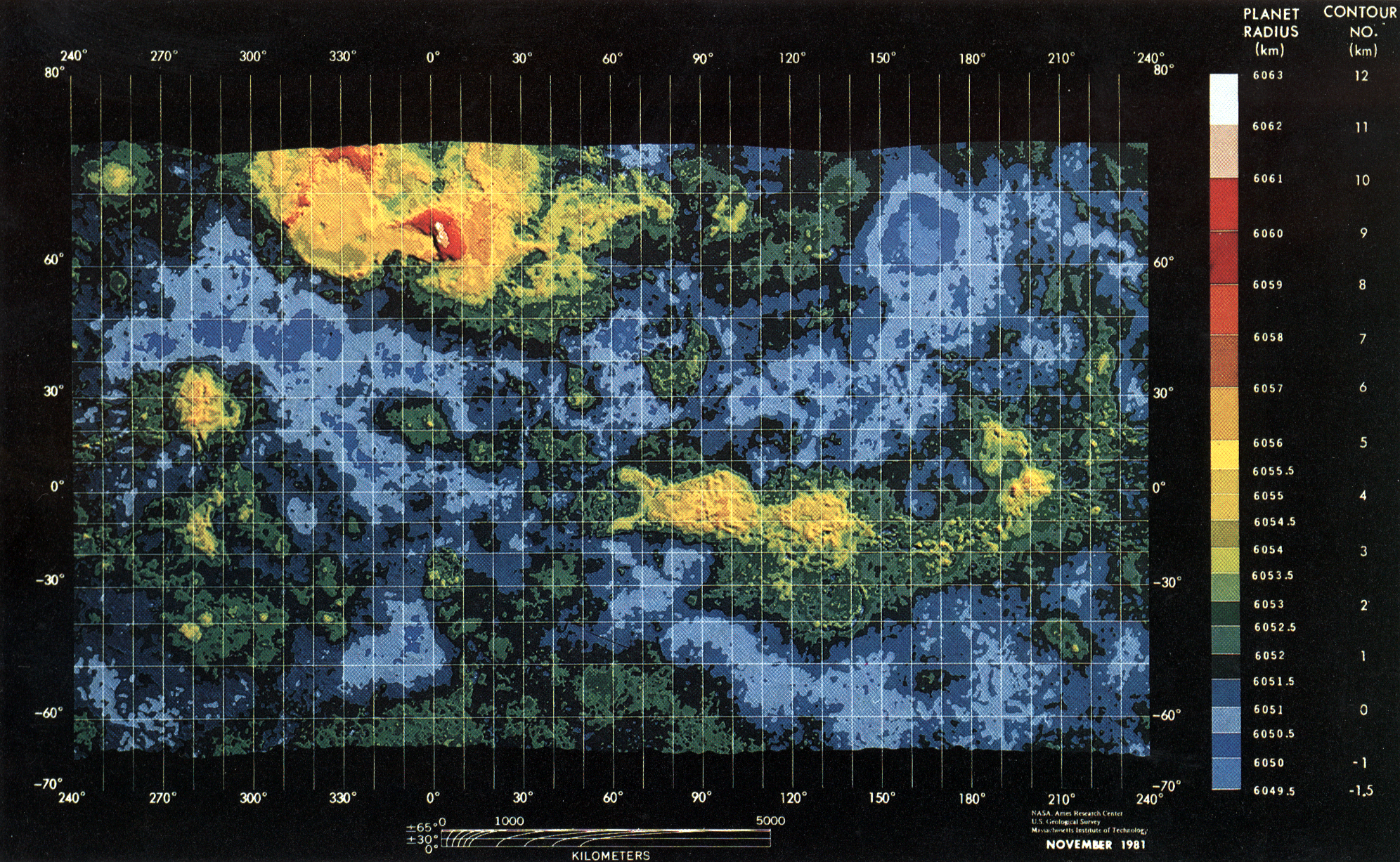
Mappa topografica di Venere ricostruita grazie al progetto Pioneer Venus (1981)

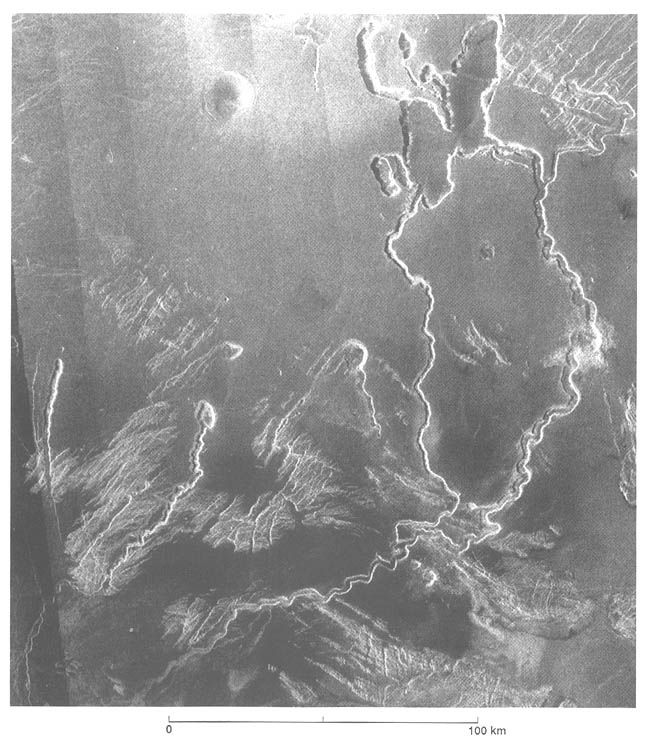
La superficie di Venere

Della superficie di Venere possediamo attualmente pochissime immagini, inviate a Terra dalle sonde sovietiche Venera tra il 1975 e il 1980. Il paesaggio mostrato nelle fotografie è desertico, ricco di rocce magmatiche effusive (basalti) derivanti dalla solidificazione della lava vulcanica; si stima che circa l'85% della superficie del pianeta sia costituito da colate laviche solidificate. Questo non è tuttavia sufficiente a garantire che l'attività vulcanica sia ancora in corso nel presente, se non in alcuni punti della superficie. L'ultimo grande periodo di diffusa attività vulcanica risale ad 800 milioni di anni fa (le lave più antiche sarebbero databili attorno a quell'epoca).
Le sonde Venera, che si posarono sulla superficie di Venere, ripresero aree costituite principalmente da rocce di basalto. La prima e unica mappatura completa del pianeta è stata ottenuta attraverso la sonda Magellano, operativa tra il 1990 e il 1994. Furono così individuati un migliaio circa di crateri da impatto, un numero basso se confrontato con i dati relativi alla superficie terrestre. La scarsa presenza di crateri e il fatto che essi siano relativamente grandi, oltre i 3 km di diametro, è dovuto alla densa atmosfera venusiana che impedisce l'arrivo in superficie dei meteoriti più piccoli, causandone la disgregazione prima dell'impatto al suolo.
La maggior parte delle informazioni disponibili sulla topografia di Venere non deriva dalle osservazioni in situ, ma dagli studi compiuti con radiotelescopi terrestri o sonde automatiche attraverso le onde radio. La superficie del pianeta è stata quasi completamente scandagliata con impulsi radio analoghi a quelli di un sonar, ottenendo informazioni altimetriche dettagliate. La superficie venusiana è risultata essere particolarmente uniforme, senza dislivelli eccessivi (max 2 km), probabilmente a causa dell'elevatissima pressione atmosferica. Approssimativamente il 65% della superficie è coperto da pianure ondulate; vi sono inoltre alcuni altipiani continentali che emergono al di sopra del livello medio (6051 km dal centro del pianeta).

## Geografia
Circa l'80% della superficie di Venere è formata da pianure vulcaniche che per il 70% mostrano dorsali da corrugamento, e per il 10% sono proprio lisce. Il resto è costituito da due altopiani definiti continenti, uno nell'emisfero nord e l'altro appena a sud dell'equatore. Il continente più a nord è chiamato Ishtar Terra, dalla dea babilonese dell'amore Ištar, e ha circa le dimensioni dell'Australia. I Monti Maxwell, il più alto massiccio montuoso su Venere, si trovano su Ishtar Terra. 
Il continente a sud è chiamato Aphrodite Terra, dalla dea greca dell'amore, e ha circa le dimensioni dell'America meridionale. La maggior parte di questo continente è ricoperta da un intrico di fratture e di faglie.
Vari studiosi dell'Unione Astronomica Internazionale e dei paesi di lingua inglese, aggiungono Lada Terra come "terzo" continente venusiano, ma date le sue piccole dimensioni, paragonabili all'isola di Cipro, il suo rango di continente non è riconosciuto da tutti.

## Geologia
La superficie di Venere appare geologicamente molto giovane, i fenomeni vulcanici sono molto estesi e lo zolfo nell'atmosfera dimostrerebbe, secondo alcuni esperti, l'esistenza di fenomeni vulcanici attivi ancora oggi. Tuttavia questo solleva un enigma: l'assenza di tracce del passaggio di lava che accompagni una caldera tra quelle visibili.
Venere è senza dubbio il pianeta del sistema solare con la maggior quantità di vulcani: ne sono stati individuati in superficie circa 1500 di dimensioni medio-grandi, ma ci potrebbe essere fino a un milione di vulcani minori. Alcune strutture vulcaniche sono peculiari di Venere come quelle chiamate farra (a forma di focaccina) larghe da 20 a 50 km e alte da 100 a 1000 m, fratture radiali a forma di stella chiamate novae, strutture con fratture sia radiali che concentriche chiamate aracnoidi per la loro somiglianza con le tele di ragno e infine le coronae, anelli circolari di fratture a volte circondati da una depressione. Tutte queste strutture hanno un'origine vulcanica. Alcune formazioni caratteristiche rilevate dalla sonda Magellano sono i cosiddetti vulcani piatti, forse eruzioni di lava particolarmente densa, e le corone, cupole tettoniche collassate su vaste camere magmatiche.

## Nomenclatura
Quasi tutte le strutture di superficie di Venere prendono il nome da figure femminili storiche o mitologiche. Le uniche eccezioni sono rappresentate dai monti Maxwell, il cui nome deriva da James Clerk Maxwell, e da due regioni chiamate Alpha Regio e Beta Regio. Queste tre eccezioni si verificarono prima che l'attuale sistema fosse adottato dall'Unione Astronomica Internazionale, l'ente che controlla la nomenclatura dei pianeti. L'UAI ha anche realizzato una cartografia suddividendo la superficie del pianeta secondo due reticolati, uno adatto ad una rappresentazione in scala 1:10 000 000, che definisce 8 maglie, e uno in scala 1:5 000 000, che definisce 62 maglie per meglio localizzare le peculiarità della superficie.

## Meteorologia
Al livello del suolo il vento è praticamente assente, data l'altissima densità atmosferica, raggiungendo, al più, velocità di circa 2-3 m/s; i primi segni di circolazione ventosa si registrano ad alcuni km di altezza, in particolare a partire dagli strati più alti della troposfera, che presenta il fenomeno della Super-rotazione atmosferica; nel caso di Venere, le masse d'aria compiono un giro completo del pianeta in appena 4 giorni terrestri, periodo molto più breve del "giorno" sidereo venusiano  (243 giorni terrestri). I venti supportano la super-rotazione spirando a circa 360 km/h. In prossimità dei poli si attestano vortici polari di tipo anticiclonico, dotati ciascuno di due degli equivalenti occhi ciclonici terrestri, oltre che una peculiare forma a S delle nubi.